# 浙江省嘉善中学
浙江省嘉善中学是浙江省嘉兴市嘉善县的一所高中，排名仅次于嘉善高级中学和嘉善第二高级中学。

## 历史
1919年，圣类思小学在魏塘镇建立。1943年，设置初中班，后独立为嘉善县圣类思初级中学。1952年，改名嘉善县建设初级中学。1956年，设置高中班，改名浙江省嘉善中学。2004年，高中部迁至新校区。